# Masaya Matsukaze
Masaya Watanabe (渡邉 政也 Watanabe Masaya?,  Prefectura de Fukushima, Japón, 9 de septiembre de 1976), mejor conocido bajo su nombre artístico de Masaya Matsukaze (松風 雅也 Matsukaze Masaya?), es un actor, seiyū, personalidad de radio y tarento japonés. Actualmente es representado por la agencia Aoni Production.

## Filmografía

### Anime
1999
- Kaikan Phrase como Sakuya Ōkochi

2001
- Zoids: New Century Zero como Brad Hunter
- Pokémon como Matsuba

2002
- Heat Guy J como Daisuke Aurora
- MegaMan NT Warrior como ProtoMan.EXE[2]

2003
- Dear Boys como Takumi Fujiwara

2004
- Get Ride! Amdriver como Ragna Laurairia
- Croket! como Kakuzatō
- Tactics como Raiko Minamoto

2005
- Ueki no Hōsoku como Nico
- Meine Liebe como Nicholas
- Jigoku Shōjo como Ren Ichimoku

2006
- Witchblade como Yūsuke Tōzawa[3]
- Ouran High School Host Club como Kyōya Ōtori

2007
- Ōkiku Furikabutte como Motoki Haruna
- Shion no Ō como Satoru Hani
- Shōnen Onmyōji como Taijō
- Moribito Series como Jin
- Death Note como Teru Mikami
- Nodame Cantabile como Yasunori Kuroki[4]

2008
- Amatsuki como Ainezu
- Gunslinger Girl como Victor Hilshire
- Gintama como Kyōjiro Nakamura
- Anpanman como Monstruo
- Nijū Mensō no Musume como Ken
- Blassreiter como Joseph Jobson
- Ten no Haō: Hokuto no Ken: Raoh Gaiden como Sōga
- Yu-Gi-Oh! 5D's como Divine
- One Outs como Itsuki Takami

2009
- Kūchū Buranko como Shinpei
- Sargento Keroro como Dino
- Sōten Kōro como Magosaku
- Natsume Yūjin-Chō como Riō
- Sora no Manimani como Nozomi Kusama
- Darker than Black: Ryūsei no Gemini como August 7
- Birdy the Mighty como Nataru Shinmyou

2010
- Katekyō Hitman Reborn! como Tío Kawahira
- Seikon no Qwaser como Joshua Phrygianos
- Night Raid 1931 como Takiyama
- Durarara!! como Morita
- Fairy Tail como Ren Akatsuki

2011
- Kami-sama no Memo-chō como Tetsu
- Hunter x Hunter como Illumi Zoldyck
- Last Exile - Fam, The Silver Wing como Arauda

2012
- Tanken Driland como Rat
- Mōretsu Uchū Kaizoku como Kane McDougal
- Jormungand como Casper Hekumatial

2013
- Kyōkai no Kanata como Miroku Fijimu
- Danganronpa: Trigger Happy Havoc como Yasuhiro Hagakure
- Yondemasu Yo, Azazel-san como Yarimura

2014
- Sailor Moon Crystal como Zoisite

2015
- Sailor Moon Crystal como Zoisite
- Durarara!! x2 Shou como Morita
- Mobile Suit Gundam: Iron-Blooded Orphans como Gaelio Bauduin/Vidar

2016
- Cardfight!! Vanguard G NEXT como Kazumi Onimaru
- Danganronpa 3: The End of Hope's Peak High School como Yasuhiro Hagakure

2018
- Hakata Tonkotsu Ramens como Kyoya Nitta
- Hakumei to Mikochi como Iwashi[5]
- To Aru Majutsu no Index 3 como Kakine Teitoku

2019
- One Punch Man 2 como Suiryu

2020
- Attack on Titan como Colt Grice

2021
- Tokyo Revengers como Shinichiro Sano

### Videojuegos
- Shenmue (1999) como Ryo Hazuki
- Shenmue II (2001) como Ryo Hazuki
- Get Ride! Amdriver (2004) como Ragna Lawrelia
- Grandia III (2005) como Yuki
- 12Riven (2008) como Mei Kiridara
- Tales of Hearts (2008) como Hisui Hearts
- Danganronpa (2010) como Yasuhiro Hagakure
- Desert Kingdom (2010) como Sharon
- Z.H.P. Unlosing Ranger VS Darkdeath Evilman (2010) como Pirohiko Ichimonji
- Renai Banchou 2 MidnightLesson!!! (2012) como Choi-Ero Banchou
- Samurai Warriors: Chronicles] (2012) como Takatora Tōdō
- Desert Kingdom Portable (2013) como Sharon
- Super Robot Wars UX (2013) como Jin Spencer
- Samurai Warriors 4 (2014) como Takatora Tōdō)
- Until Dawn (2014) como Mike (doblaje)
- Project X Zone 2 (2015) como Ryo Hazuki
- Shenmue III (2018) como Ryo Hazuki

### Tokusatsu
- Denji Sentai Megaranger (1997-1998) como Shun Namiki/Mega Blue
- Power Rangers en el espacio (1998) como Zhane/Silver Ranger (doblaje)
- Godzilla tai Megaguirus: G Shōmetsu Sakusen (2000)
- Ninpū Sentai Hurricaneger (2003-2004) como Shurikenger's disguise/Katsuya Misaki (ep. 26)
- Engine Sentai Go-onger: Boom Boom! Bang Bang! GekijōBang!! (2008) como Gokumaru (voz)
- Engine Sentai Go-onger (2008-2009) como Gokugokumaru (voz, eps. 39 - 40)
- Samurai Sentai Shinkenger (2009-2010) como Masataka Shiba (ep. 11, 45)
- Jūden Sentai Kyoryuger (2013-2014) como Resentful Knight Endolf (voz, eps. 25 - 29, 42 - 47)